# Чича Павле Младеновић
Чича Павле Младеновић (? — 3/16. јун 1905) је био четнички војвода у Старој Србији и Македонији почетком 20. века.

## Биографија
Родио се у селу Јачинце у Овчем Пољу половином 19. века. Павле је био сељак-чифчија у свом селу, и постао је егзархиста при крају 19. века. Када је ВМРО почео са ликвидацијом оних који су се осећали Србима у кумановској околини, Павле се одметнуо у шуму са својим синовима и синовцима. Младеновић је четовање почео још пролећа 1903. као први српски војвода, још пре оснивања српског четничког комитета. Његова чета била је строго одбрамбена при оснивању. Четовао је све до 1905. без већих сукоба штитећи српска села од пробугарских чета ВМРО-а. Године 1905. учествује у борби на Челопеку заједно са Доксимом Михаиловићем, Саватијем Милошевићем, Лазаром Кујунџићем, Војиславом Танкосићем, Аксентијем Бацетовићем и Борком Паштровићем. У осудном тренутку заузео је челопечки вис и тако спречио опкољавање српских четника од стране албанских башибозука. Убрзо затим, заједно са Аксентијем Бацетовићем нашао се опкољен од турске војске код села Бељаковца. И Рујанац и чича Павле су погинули као и њихове чете.
Павлово четовање је наставио као војвода његов син Јаћим Павловић-Јаћко.